# Lisbeth Palme
Pour les articles homonymes, voir Palme.
Anna Lisbeth Christina Palme, née Beck-Friis, est une personnalité politique et psychologue suédoise née le 14 mars 1931 à Stockholm et morte le 18 octobre 2018.
Elle fut l'épouse d'Olof Palme, Premier ministre de Suède, et chairwoman de l'UNICEF de 1990 à 1991.

## Biographie
Lisbeth Palme est issue d'une famille de la noblesse suédoise, les Beck-Friis, qui donna de hauts serviteurs au royaume. Elle devint psychologue pour enfants. Lorsque son mari Olof Palme fut assassiné le 28 février 1986, elle l'accompagnait alors que le couple rentrait à pied sans garde du corps d'une séance de cinéma. Lisbeth Palme fut elle-même blessée à l'épaule. Un suspect marginal et drogué fut arrêté deux ans plus tard, mais sa condamnation fut rejetée en appel. Pendant longtemps, le crime ne fut donc pas résolu. Cependant, en 2020, la justice suédoise identifia le meurtrier présumé, Stig Engström, décédé entre-temps en 2000.
Lisbeth Palme fut nommée présidente du comité suédois de l'UNICEF en novembre 1986, où elle s'illustra en dénonçant l'exploitation sexuelle des enfants. Elle devint chairwoman de l'UNICEF en 1990-1991. Elle fit aussi partie de la commission d'enquête de l'OUA à propos des massacres du Rwanda entre Hutus et Tutsis ayant provoqué le génocide des Tutsis, commission qui rendit ses conclusions en l'an 2000.

### Famille
Lisbeth Palme a eu trois enfants avec son époux Olof :
- Joakim Palme, né en 1958.
- Mårten Palme, né en 1961. Il est professeur d'économie à l'université de Stockholm.
- Mattias Palme

## Annexe